# École de commerce en Suisse
En Suisse, l'école de commerce (en allemand « Handelsmittelschule » ou « Wirtschaftsmittelschule ») est une école secondaire de formation professionnelle, et non, comme en France, un établissement de formation tertiaire.  
L'école de commerce propose un programme de formation de trois ans, en entreprise et en école (formation duale) ou uniquement en école (formation plein temps), qui se termine par un certificat fédéral de capacité (CFC) donnant de plein droit au titre d'employé de commerce. Le cursus de quatre ans dans une école de commerce permet l'obtention d'un CFC et d'une maturité professionnelle type économie. Ce cursus comprend un stage professionnel d'un an avec un examen oral ultérieur et une épreuve écrite. 
Les deux diplômes sont reconnus par le Secrétariat d'État à l'éducation, à la recherche et à l'innovation (SEFRI) et l'Office fédéral de la formation professionnelle et de la technologie (OPET). Les deux cursus se déroulent dans les mêmes écoles. 
Contrairement à ce que son nom pourrait laisser supposer, une formation en école de commerce ne mène pas forcément à une carrière dans le secteur commercial mais peut souvent mener à une carrière dans des emplois administratifs. 

## Cursus proposés
Les domaines de compétences spécifiques à l'école de commerce sont notamment la bureautique, la comptabilité et le droit commercial. Le nouveau plan d'étude de 2023-2024 en a toutefois ajouté de nouveaux, comme la gestion de projet, les multimédias et la conduite d'entretiens (d'information, de conseil, de vente, de négociation) avec des clients ou des fournisseurs. L'apprentissage de l'anglais et d'une seconde langue nationale (allemand ou italien) fait aussi partie de la formation.  
Les apprentis en voie duale suivent des cours interentreprises organisés par les organisations du travail et doivent réaliser des mandats pratiques. Les apprentis effectuant leur formation entièrement à l'école doivent, eux, réaliser des mandats pratiques scolaires pendant la première année. Par la suite ils effectuent des mandats pratiques au sein de l'Espace entreprise.   

### Filière certificat fédéral de capacité
Outre la formation professionnelle au sens strict, l'école de commerce propose une formation générale intellectuellement stimulante. Dans tous les domaines de compétences, l'accent est mis sur la pensée logique, l'agilité mentale et une expression orale et écrite claires. Un travail techniquement et méthodiquement correct est encouragé, tout comme la capacité à travailler de manière autonome (seul et en équipe) et à formuler des jugements personnels argumentés. Après trois ans de formation, l'examen final pour l'obtention du certificat fédéral de capacité est passé (il compte pour 50% de la note du CFC). 
Jusqu'en 2025, le certificat fédéral de capacité comporte deux niveaux : de base et élargi. À la suite de l'ordonnance fédérale de 2023 sur la formation professionnelle initiale, la distinction en niveaux disparaît au-delà de 2025.
Les diplômés trouvent des emplois variés en entreprise ou en administration. Ils peuvent aussi, si leurs notes le permettent, poursuivre leur formation en effectuant une maturité professionnelle ou en débutant une formation dans une école supérieure.  
Il s'agit du CFC le plus obtenu en Suisse.  

### Filière maturité professionnelle
Les candidats à la maturité professionnelle (type économie) consacrent, après avoir obtenu leur CFC, au moins 39 semaines à une activité professionnelle dans le secteur commercial ou administratif. Pendant ce temps, ils rédigent un Travail Interdisciplinaire basé sur un Projet (TIP), puis passent les examens finaux pour l'obtention de la maturité professionnelle. 
La maturité professionnelle permet l'admission dans une haute école spécialisée (HES) sans examen d'entrée et, tout comme le CFC, à une école supérieure. L'accès à la formation professionnelle supérieure (diplôme fédéral, brevet fédéral) et au marché de l'emploi est également facilité. L'accès à l’université est possible par le biais d'une année-passerelle (dite passerelle Dubs). 

## Quelques écoles de commerce suisses
- École de commerce Nicolas-Bouvier
- École de commerce Raymond-Uldry